# سخره
سخره (انگلیسی: Corvée) شکلی از کار اجباری بدون مزد (بیگاری) است که ماهیت متناوب دارد و برای مدت زمان محدودی به طول می‌انجامد، معمولاً فقط تعداد معینی از روزهای کار در سال.
قانون کار قانونی است که توسط یک دولت برای اهداف عمومی (فواید عامه) تحمیل شده است. به این ترتیب، نوعی مالیات را نشان می‌دهد. برخلاف سایر اشکال مالیات، مانند عشریه، یک صندوق نیازی به داشتن زمین، محصول یا پول نقد از سوی جمعیت ندارد.